# Анришмон
Анришмон (фр. Henrichemont) насеље је и општина у централној Француској у региону Центар (регион), у департману Шер која припада префектури Бурж.
По подацима из 2011. године у општини је живело 1787 становника, а густина насељености је износила 70,72 становника/km². Општина се простире на површини од 25,27 km². Налази се на средњој надморској висини од 285 метара (максималној 390 m, а минималној 217 m).

## Демографија
| 1962. | 1968. | 1975. | 1982. | 1990. | 1999. | 2011. |
| ----- | ----- | ----- | ----- | ----- | ----- | ----- |
| 1.809 | 1.973 | 1.894 | 1.826 | 1.845 | 1.829 | 1.787 |

График промене броја становника у току последњих година